# Diego de Pontac
Diego (de) Pontac, también como Pontach y Pontaque, (Huesca, c. 1602 – Madrid, 1 de octubre de 1654) fue un músico y compositor español. Su vida es conocida por la autobiografía que escribió en 1633 en Granada, que tituló Discurso del Maestro Pontac.

## Vida

### Origen y formación
El Discurso del Maestro Pontac está fechado el 22 de junio de 1633, cuando Pontac tenía 30 años, lo que supone una fecha de nacimiento hacia la segunda mitad de 1602 o principios de 1603. La primera fecha es más probable, ya que obtuvo el magisterio del Hospital Real de Zaragoza en 1619, cuando tenía 17 años, tal como afirma Pilar Ramos.
En cuanto a su origen, Pontac mismo no lo da, pero se ha especulado que fuera en Zaragoza —Barton Hudson— o Loarre —José López Calo. Esta última hipótesis, repetida por numerosos investigadores, no pudo ser refutada hasta que Louis Jambou descubrió el testamento de Pontac, que daba su lugar de nacimiento como Huesca. El lugar ha sido confirmado posteriormente con el expediente de limpieza de sangre y la carta de naturaleza para ser racionero en Granada. Si bien la familia paterna sí era originaria de Loarre, la materna era de Huesca.
Su familia se trasladó a vivir a Zaragoza y a los nueve años ingresó en el Colegio de Infantes de La Seo, como infante menor. Sus maestros fueron Juan Pablo Pujol, maestro de capilla del Pilar, y Francisco Berge, maestro de capilla de La Seo. El 16 de junio de 1617 pasa a ser infante mayor de La Seo, «recibióse por infante a Pontach», bajo la tutela de Pedro Ruimonte.

### Maestría en el Hospital de Nuestra Señora de Gracia
Tras ganar las oposiciones de maestro de capilla del Hospital de Nuestra Señora de Gracia de Zaragoza con 17 años, ocupó el cargo en 1619. El hecho es notable por la juventud de Pontac al conseguir un cargo de tal importancia, ya que la capilla tenía maestro, organista y cuatro cantores en la época. Es el último maestro conocido de la capilla, aunque la institución se mantendría hasta finales del siglo XVII.

### Estancia en Madrid
Más tarde, en fecha desconocida, estudió en Madrid composición con Mateo Romero, maestro de capilla de la sección flamenca de la Capilla Real, y Nicolás Dupont o Upont. Aunque su estancia en Madrid fuese corta, según relata Pilar Ramos, «la enseñanza del primero fue tan importante que, cuando el rey João IV de Portugal encargó que se le enviasen todas las obras del fallecido maestro Capitán [Mateo Romero], al no localizar sus manuscritos, le enviaron obras de su discípulo, Diego de Pontac.»
En 1622 se presentó a la plaza de la catedral de Plasencia, en la que compitió con Diego de Grados, Manuel Rodríguez Galván, Juan de Riscos y Jerónimo de León. El tribunal, con el examinador Diego de Bruceña, se decidió por Diego de Grados.

### Maestría en Salamanca
También se presentó a las oposiciones de maestro de capilla de la catedral de Salamanca, que ganó. El 1 de octubre de 1622 ya aparecía en las actas metropolitanas como maestro de capilla. Al contrario que otros maestros anteriores, su maestría no coincidió con Cátedra universitaria de Música de la Universidad de Salamanca, que en esa época estaba ocupada por Roque Martínez.

### Maestría en Granada
Tras el fallecimiento del maestro de capilla Luis de Aranda en 1627, el cabildo catedralicio le ofreció la maestría de la Catedral de Granada. Antes de ir a Granada, pasó unas semanas del verano en el Convento de la Encarnación de Madrid, pero en junio de ese año el cabildo lo examinó en solitario. El hecho indica el prestigio que había alcanzado Pontac durante su estancia en Salamanca. Es muy posible que en Granada conociese a Carlos Patiño, entonces maestro de capilla del Salvador y posteriormente maestro de la Capilla Real.
Sus primeros años en Grabada debieron ser difíciles, como muestran una serie de litigios con el cabildo. En 1629, en un altercado, abofeteó a un cantor sacerdote, lo que tuvo como consecuencia su expulsión del cargo. El cabildo pretendía la expulsión permanente, pero el arzobispo cardenal Spínola se opuso, por lo que el castigo se redujo a diez meses.
Durante estos meses escribió dos volúmenes de obras litúrgicas manuscritas, misas y motetes, de las que se conserva solo una. En el se conserva la Misa cardenalis Spinola, en agradecimiento por su intercesión. En Granada escribirá también su Discurso autobiográfico, obra que permite encontrar, además de datos autobiográficos de su figura, un buen número de descripciones sobre como los cantantes de la época interpretaban las piezas musicales de principios del Barroco.
Tras numerosos pleitos, Pontac fue readmitido y permaneció en la Catedral diecisiete años. No sin tratar de moverse a otras catedrales sin éxito. Se sabe que trató de presentarse a las oposiciones en Jaén, Córdoba y Santiago, pero el cabildo solo permitió su participación en la oposición de Jaén, que ganó José de Escobedo.

### Maestría en Santiago de Compostela
En 1644 fue llamado por el cabildo de la catedral de Santiago de Compostela. El nuevo cargo venía con canongía, aunque sin voz ni voto, y salario mayor. El cabildo le ordenó reclutar a seises en Castilla y otros lugares, pero el maestro permaneció en Granada de 1644 a 1647. A partir de octubre de 1647 abandonó la catedral de Santiago, aunque a efectos legales siguió manteniendo su cargo hasta septiembre de 1648.

### Maestría en Zaragoza
El 27 de agosto de 1649 el cabildo de la Catedral de Zaragoza anuncia oposiciones para el cargo de maestro de capilla. La actas del 13 de septiembre relatan el examen:

Habiéndose hecho el examen de Maestro de Capilla en cinco días por los examinadores,  se llamó con cédula para la provisión del magisterio y entraron los dichos examinadores a hacer la relación de los examinados, los cuales fueron el maestro Diego Pontac y el maestro  Sebastián Alfonso y Gracián Babán, aunque Gracián desistió y no entró en éstos. Habiendo entrado los examinadores, el maestro Urbán de Bargas, el licenciado José Ximénez y mosén Francisco Salazar, hicieron relación de las habilidades de los opuestos diciendo son todos dignos del magisterio. Pero el maestro Pontac hizo conocidas ventajas en el magisterio y destreza y en esto informaron los tres, asegurando sobre sus eminencias tener justicia conocida, con lo que se pasó a la elección por votos secretos, y fue nombrado por maestro de la capilla el maestro Diego Pontac. Y después de la elección se dispuso se diese al maestro Bargas 40 reales de a ocho, a Ximénez 20, a mosén Francisco Salazar 10 y al maestro de Huesca 25, a Gracián 12 de a 8.
Actas capitulares de La Seo, 13 de septiembre de 1649

Admitido al cargo el 7 de septiembre de 1649, no hay más noticias suyas en Zaragoza hasta el 8 de julio de 1650, cuando las actas mencionan «vacóse el Magisterio de Capilla que tenía el Maestro Pontac por haberse sabido que se fue a Valencia a pretender el Magisterio de aquella Iglesia.»

### Maestría en Valencia
Tras la muerte de Francisco Navarro en agosto de 1650, el cabildo metropolitano de Valencia organizó unas oposiciones para cubrir el cargo. Se presentaron, además de Pontac, Francisco Morales, de Onteniente, y Marcelo Settimio, de Segorbe, ante un tribunal formado por Jerónimo de la Torre, Pablo Segarra y Jerónimo Comes. El 4 de agosto de 1650 Pontac fue nombrado maestro de capilla de la metropolitana.Es posible que Luis Vicente Gargallo fuese discípulo de Pontac en 1651 y 1652, ya que era infante de la catedral en esa época.
En noviembre de 1652 Urbán de Vargas fue nombrado maestro de capilla de Valencia, por lo que Pontac debió permanecer apenas dos años en Valencia.

### Capilla Real y fallecimiento
Partió a Madrid, donde fue nombrado vicemaestro de la capilla real. Carlos Patiño, que era maestro de capilla real, tenía los cargos de maestro, vicemaestro y rector del Colegio de Cantorcico. El cargo de vicemaestro  había caído en el maestro desde la vacancia dejada por Antonio Vas en 1629 y el trabajo resultaba excesivo para once cantorcicos. Sin embargo, Pontac falleció el 1 de octubre de 1654, antes de tomar posesión del cargo en la Capilla Real.
Tras su muerte en 1654 se trasladan (por petición del compositor) sus obras a la biblioteca de El Escorial.

## Obra
Sus obras está escritas principalmente en latín y son de carácter religioso, existiendo únicamente 2 en castellano y otras dos instrumentales. La obra religiosa se enmarca en la llamada prima prattica, un estilo musical del último Renacimiento, muy extendido en la España de principios del siglo XVII. Sólo se conoce una obra en seconda prattica, precisamente una de las dos que se conservan en castellano en La Seo. Su estilo es innovador, abandonando la polifonía y acercándose más a la tonalidad. Su música emplea ritmos nuevos, intervalos poco frecuentes y policoralidad.
Nueve composiciones se conservan en Zaragoza (cuatro salmos, un magníficat y dos villancicos polifónicos) y algunas más en El Escorial, Valencia y Montserrat.